# Goran Perkovac
Goran Perkovac (Slatina, 16 de setembro de 1962) é um ex-handebolista profissional e treinador croata, campeão olímpico em 1996. 
Goran Perkovac fez parte do elenco da Iugoslávia medalha de bronze de Seul 1988, jogando 5 partidas e 4 gols. Pela Croácia foi campeão olímpico em Atlanta em 1996, atuando em 7 partidas com 17 gols.

## Títulos
- Jogos Olímpicos:
  - Ouro: 1996
  - Bronze: 1988